# Печерська сільська рада
| Печерська сільська рада — колишній орган місцевого самоврядування у Тульчинському районі Вінницької області з адміністративним центром у с. Печера. Сільській раді підпорядковані населені пункти: - с. Печера - с. Даньківка - с. Петрашівка |

## Склад ради
Рада складається з 16 депутатів та голови.

## Керівний склад сільської ради
| ПІБ                          | Основні відомості                                                    | Дата обрання | Дата звільнення |
| ---------------------------- | -------------------------------------------------------------------- | ------------ | --------------- |
| Василишен Василь Григорович  | Сільський голова, 1957 року народження, освіта, член народної партії | 26.03.2006   | 31.10.2010      |
| Остапчук Вадим Володимирович | Сільський голова, 1969 року народження, освіта вища                  | 31.10.2010   |                 |

Примітка: таблиця складена за даними джерела